# Monitor monocrom

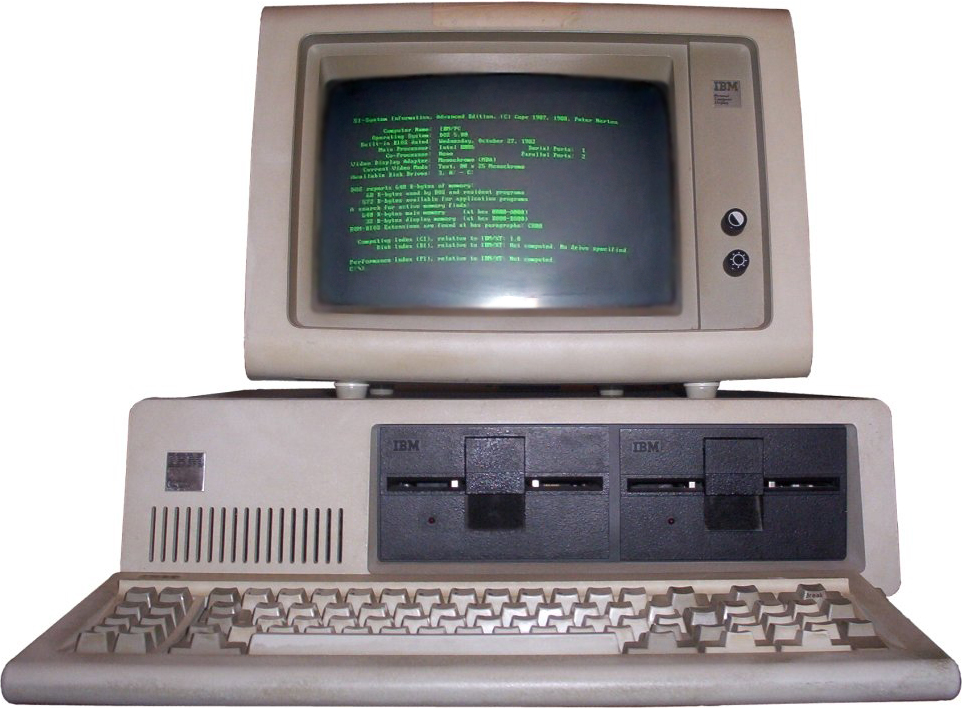
Un ordinador IBM amb un monitor monocrom verd.

Un  monitor monocrom  és un tipus de monitor d'ordinador que va ser molt comú en els inicis de la computació, des de la dècada dels 60 a la dels 80, abans que els monitors de color fossin populars. Encara segueixen utilitzant en alguns sistemes computeritzats de caixes registradores, entre altres aplicacions.
Al contrari que els monitors de color, que visualitzen text i gràfics en múltiples colors a través de l'ús d'intensitats alternatives de fòsfors vermells, verds i blaus, els monitors monocroms només tenen un color de fòsfor (mono = un, crom = color). Tots els textos i gràfics es visualitzen en aquest color. Alguns monitors tenen la capacitat de variar la brillantor de píxels individuals, creant d'aquesta manera la il·lusió de profunditat i color, exactament igual que un televisor en blanc i negre.
Els monitors monocrom estan disponibles en tres colors: si s'usa el fòsfor P1, la pantalla és monocroma verd. Si es fa servir el fòsfor P3, la pantalla és monocroma ambre. Si es fa servir el fòsfor P4, la pantalla és monocroma blanca, aquest és el mateix fòsfor usat en els primers televisors. S'ha dit que les pantalles ambre són millors ergonòmicament, específicament reduint la vista cansada, però aquestes afirmacions sembla que tenen poc fonament científic.
Els monitors monocrom, píxel per píxel, produeixen text i imatges més definides que els monitors CRT de color. Això és perquè en un monitor monocrom, cada píxel es crea a partir d'un punt de fòsfor, localitzat al centre del píxel, mentre que en un monitor en color, cada píxel es crea a partir de tres punts de fòsfor (un vermell, altre blau i un altre verd), i cap d'aquests està al centre del píxel.
Els monitors monocrom es van usar en gairebé tots els terminals i segueixen usant àmpliament en aplicacions basades en text com màquines registradores computeritzades i sistemes de punt de venda per la seva major definició i la seva major llegibilitat.
El problema dels monitors monocrom és la seva facilitat de cremat de pantalla (d'aquí l'ús i nombre de salvapantalles) a causa del fet que els llumins usats són d'intensitat molt alta. Un altre efecte de l'alta intensitat dels llumins és l'anomenat com "ghosting", on una luminescència dels continguts de la pantalla es pot seguir veient després que la pantalla es troba esborrat. Això té un cert lloc a la cultura popular, com s'evidencia en diverses pel·lícules com Matrix.